# Scrophularia myriophylla
Scrophularia myriophylla är en flenörtsväxtart som beskrevs av Pierre Edmond Boissier och Heldr.. Scrophularia myriophylla ingår i släktet flenörter, och familjen flenörtsväxter. Inga underarter finns listade i Catalogue of Life.